# Jacques Samuel Blanchet
Pour les articles homonymes, voir Jacques Blanchet (homonymie).
Jacques Samuel Blanchet est un commerçant et un botaniste amateur suisse, né en 1807 à Moudon et mort en 1875 à Vevey.
Il séjourne à Bahia, au Brésil, de 1828 à 1856 et fait parvenir de nombreux spécimens d’histoire naturelle aux naturalistes européens.